# Indiens Grand Prix
Indiens Grand Prix var et Formel 1-løb som blev arrangeret på Buddh International Circuit ved New Delhi i Indien fra 2011 til 2013.

## Vindere
| År   | Kører            | Konstruktør      | Bane      | Rapport |
| ---- | ---------------- | ---------------- | --------- | ------- |
| 2013 | Sebastian Vettel | Red Bull-Renault | New Delhi | Rapport |
| 2012 | Sebastian Vettel | Red Bull-Renault | New Delhi | Rapport |
| 2011 | Sebastian Vettel | Red Bull-Renault | New Delhi | Rapport |